# 莫奇的故事
《莫奇的故事》（法語：Mocky Story）是由杰恩·皮埃尔·莫奇导演于1991年上映于法国的故事片，主演杰恩·皮埃尔·莫奇、杰恩·阿贝耶、杰勒德·霍夫曼、帕特里斯·拉丰、杰恩·保罗•博奈尔、西尔维·乔利、多米尼克•扎尔迪、安妮·赞伯兰。

## 剧情
由杰恩·皮埃尔·莫奇在年轻时期的真实故事改编而成，杰恩·皮埃尔·莫奇在故事中饰演本人。